# 克里斯蒂安娜·克纳克
克里斯蒂安娜·克纳克（德語：Christiane Knacke，1962年4月17日—），德国女子游泳运动员。她曾代表东德参加1980年夏季奥林匹克运动会游泳比赛，获得女子100米蝶泳铜牌。